# Spirastrella hartmani
Spirastrella hartmani är en svampdjursart som beskrevs av Boury-Esnault et al. 2000. Spirastrella hartmani ingår i släktet Spirastrella och familjen Spirastrellidae. Inga underarter finns listade i Catalogue of Life.